# Susanne Bormann
Pour les articles homonymes, voir Bormann.
Susanne Bormann (née le 2 août 1979 à Kleinmachnow) est une actrice allemande.

## Biographie
À huit ans, elle apparaît dans Le Rendez-vous de Travers de Michael Gwisdek et continue sa carrière tout en allant à l'école jusqu'à son abitur en 1999. Sur les conseils d'Andreas Dresen, elle étudie de 2000 à 2005 à la Hochschule für Musik und Theater Rostock (de). En 2007, elle intègre l'ensemble du Staatstheater Nürnberg.

## Filmographie

### Cinéma
- 1989 : Le Rendez-vous de Travers (Treffen in Travers) : Roschen Foster
- 1991 : Zwischen Pankow und Zehlendorf : Susanne enfant
- 1999 : Rencontres nocturnes (Nachtgestalten) : Patty
- 1999 : Schlaraffenland : Lana
- 2000 : Freunde : Miriam
- 2003 : Liegen lernen : Britta
- 2005 : Polly Blue Eyes : Pauline Pinn
- 2006 : Sieh zu, dass du Land gewinnst : Suse Klapporth
- 2007 : L'Un contre l'autre (Gegenuber) : Denise
- 2007 : Paix meurtrière (Morderischer Frieden) : Mirjana
- 2007 : Nichts geht mehr : Hanna
- 2008 : Fleisch ist mein Gemüse : Anja
- 2008 : La Bande à Baader (Der Baader Meinhof Komplex) : Peggy
- 2011 : Jeux de rôles (Rubbeldiekatz) : Maike
- 2012 : Barbara : Steffi
- 2012 : Russendisko : Hanna
- 2015 : B. (court-métrage) : B.
- 2016 : Die Reise mit Vater : Ulrike von Syberg
- 2017 : Amelie rennt : Sarah

### Télévision
- 1995 : Abgefahren (Téléfilm) : Pattie
- 1995 : Kanzlei Burger (Série TV) : Sophie
- 1995 : Inseln unter dem Wind (Série TV) : Anne Marie
- 1996 : Un amour de professeur (Verdammt, er liebt mich) (Téléfilm) : Emma
- 1996 : Max Wolkenstein (Série TV) : Tanja
- 1997 : Freunde furs Leben (Série TV) : Ky
- 1997 : Rosamunde Pilcher (Série TV) : Janie
- 1997 : Raus aus der Haut (Téléfilm) : Anna
- 1997 : Betrogen - Eine Ehe am Ende (Téléfilm) : Jennifer
- 1997 : Falsche Liebe (Téléfilm) : Jennifer Jacobi
- 2000 : Mordkommission (Téléfilm) : Tinka Moller
- 2000 : Schimanski (Série TV) : Maya
- 2000 : Section K3 (Téléfilm) : Viktoria Bolander
- 2001 : Lenya, princesse guerrière (Lenya - Die Grosste Kriegerin aller Zeiten) (Téléfilm) : Ayescha
- 2005 : Nachtschicht (Série TV) : Mona Lopez
- 2006 : Dresde 1945, chronique d'un amour (Dresden) (Téléfilm) : Eva Mauth
- 2006 : Einsatz in Hamburg (Série TV) : Paula
- 2008 : Der Kriminalist (Série TV) : Conny Becker
- 2009 : Bella Block (Série TV) : Nicolette
- 2009 : L'Amie de ma fille (Die Freundlin der Tochter) (Téléfilm) : Pia
- 2009 : Die Gänsemagd (Téléfilm) : Zofe Magdalena
- 2010 : Auftrag in Afrika (Téléfilm) : Lilly Gerber
- 2010, 2013 et 2020 : Le Renard (Der Alte) (Série TV) : Karina Roth / Stefanie Dieringer / Jasmin Wenzel
- 2010 et 2017 : Tatort (Série TV) : Mandy Wachowiak / Frauke Schäfer
- 2011 : SOKO Stuttgart (Série TV) : Barbara Muller
- 2011 : Une affaire d'amour (Ein Fall von Liebe) (Téléfilm) : Lilith Lahnstein
- 2011 : Stankowkis Millionen (Téléfilm) : Andrea Kloske
- 2011 : Une équipe de choc (Téléfilm) : Anna Garber
- 2012 : Die Jagd nach dem WeiBen Gold (Téléfilm) : Lilly
- 2012-2016 : Letzte Spur Berlin (Série TV) : Sandra Reiss
- 2013 et 2018 : Die Chefin (Série TV) : Sonja Denninger / Anke Kreutzer
- 2015 : Schuld (Série TV) : Katja
- 2017 : Leichtmatrosen (Téléfilm) : Cora
- 2017 : Jusqu'au bout de la vérité (Nur die Grösse zählt) (Téléfilm) : Jenny
- 2017 : Section criminelle (SOKO Köln) (Série TV) : Elena Oppenheimer
- 2019 : Echte Bauern singen besser (Téléfilm) : Franzi

## Distinctions
- 1996: Prix Adolf-Grimme pour Abgefahren
- 1999: Nomination aux Deutscher Filmpreis dans la catégorie "Meilleure actrice dans un second rôle" pour Rencontres nocturnes